# 楊玉 (明朝)
楊玉（1389年—？），河南開封府鄭州人，民籍。明朝政治人物。同進士出身。

## 生平
河南鄉試第一百二十七名。宣德八年（1433年）癸丑科會試第九十四名，殿試登進士第三甲第五十八名。

## 家族
曾祖楊成美。父亲楊景春。母李氏。具慶下。娶趙氏。